# David Stergakos
David Stergakos (en grec : Ντέιβιντ Στεργάκος), également connu sous le nom de David Nelson, né le 24 octobre 1956, à Kansas City, dans le Missouri, est un ancien joueur américain naturalisé grec de basket-ball. Il évolue durant sa carrière au poste de pivot.

## Palmarès
- Finaliste du championnat d'Europe 1989
- Champion de Grèce 1980, 1981, 1982, 1984
- Coupe de Grèce 1979, 1982, 1983, 1986